# Зайсан (озеро)
Зайсан (також Зайсан-нор) — озеро на сході Казахстану, у відкритій високій і плоскій долині між гірськими хребтами: з північного сходу Алтайським, з північного заходу — Калбінським і з півдня Тарбагатайським, на китайському кордоні, який примикає до північно-східного берега озера.
Озеро розташоване на висоті 420 м, його довжина 105 км, ширина — 22-48 км, максимальна глибина 15 м. Зайсан знаходиться між 47°60 і 48°30 півн. ш. і між 83° і 85° с. д.
У колишній час озеро було глибше і мало більшу довжину, про що свідчать старі лінії прибою, що знаходяться на низовинних берегах далеко від урізу води. Вода прісна, м'яка і здорова. Озеро покривається льодом в листопаді і розкривається в кінці квітня. Дно Зайсана мулисте, місцями піщане і покрито дрібною галькою. Береги низькі, зарослі на великому просторі від води очеретом, тільки біля Баклан'яго і Бархоцького мисів берег чистий. У деяких місцях від гірських височин входять в озеро миси, з яких, окрім двох вищезазначених, найбільш відомі: Вершинін, Голодаєвський, Тополіний, Піщаний, Голий.
В середині озера островів немає, тільки при впадінні Чорного Іртиша знаходяться два маленькі острови Канінських і поблизу виходу Білого Іртиша — Килінський о-в.
У Зайсан впадають річки: зі східного боку — Чорний Іртиш, Кендирлик, із західного — Кокпектінка, Бугаз і Базар, з північного — Черга, Арасан, Терс-арлик тощо, витікає на північ Білий, або власне Іртиш.
До спорудження Бухтармінськой ГЕС на Іртиші площа озера становила 1800 км², довжина 111 км, ширина близько 30 км, глибина в середньому 4-6 м (найбільша близько 10 м). Після спорудження греблі озеро Зайсан знаходиться в підпорі, який розповсюдився також і по Чорному Іртишу на 100 км; рівень Зайсана піднявся на 7 м. Площа дзеркала озера складає велику частину площі водного дзеркала Бухтармінського водосховища, яка дорівнює 5,5 тис. км².